# Edwin Otway Herbert
Sir Edwin Otway Herbert, britanski general, * 19. november 1901, † 4. april 1984.